# Georges Azenstarck
Georges Azenstarck, né le 6 septembre 1934 dans le 12e arrondissement de Paris et mort le 2 septembre 2020 à Marseille, est un journaliste et photographe français.

## Biographie
Georges Azenstarck est le fils d’un couple d’émigrés juifs : « Ma mère est arrivée en 1911 de Varsovie à la suite de ses frères, immigrés économiques qui n’en pouvaient plus de ces pays antisémites. Mon père, russe et révolutionnaire, avait participé à la révolution de 1905. Il a été déporté en Sibérie, puis s’est exilé en France. Nous parlions le yiddishà la maison. ».
En 1939, à la déclaration de la Seconde Guerre mondiale, la famille qui francise son patronyme en Leferfort, se réfugie à Lyon puis en Savoie jusqu’en 1945, dans un village où tout le monde ignore qu’ils sont juifs. La sœur de Georges, restée à Lyon est arrêtée alors qu’elle transporte des courriers pour la Résistance. Elle est emprisonnée à la prison Montluc, puis à Drancy pour être déportée à Auschwitz dont elle reviendra. Sur les 28 membres déportés de la famille de Georges, 22 ne reviennent pas des camps.
Georges Azenstarck découvre la photographie après la guerre, et devient reporter-photographe pour le quotidien communiste L'Humanité de 1956 à 1968.
À Paris en octobre 1961, pendant la guerre d'Algérie, il fut l’un des rares photographes avec Élie Kagan et Jean Texier à couvrir les ratonnades de la police parisienne contre les Algériens pendant la nuit du 17 octobre 1961 sous les ordres du préfet Maurice Papon. Il témoigne au cours du procès de l’ancien préfet de police de Paris.
Lors des événements de Mai 68 il photographie dans les usines occupées et les nuits sur les barricades avec les étudiants. 
Il crée après 1968 une association de reporters photographes avec ses collègues Marcel Delius, Louis Lucchesi et Jean-Claude Seine. Comme eux il travaille aussi pour la presse syndicale, en particulier pour l’hebdomadaire de la CGT La Vie ouvrière.
Proche de Robert Doisneau et Willy Ronis, il entre à l’agence Rapho en 1979 et parcourt plus de cinquante pays à la recherche de la vie des gens et du monde du travail. Il photographie la vie dans les bidonvilles qui essaiment en lisière de Paris après la Seconde Guerre mondiale. 
À la veille de l’an 2000, l’un de ses reportages est sélectionné par l’agence Associated Press comme des cent meilleurs du XXe siècle. Ses photos sont diffusées par l’agence Roger-Viollet.
Georges Azenstarck meurt à Marseille le 2 septembre 2020 à l’âge de 85 ans,. Il est inhumé le 11 septembre 2020 au Cimetière parisien de Bagneux.

## Expositions
Liste non exhaustive
- 2007 : Histoire et Représentations en Seine Saint Denis 1954-1074 - Bidonvilles, Montreuil.
- 2008 : Regards croisés sur l’enfance, avec le photographe Zhu Xianmin, Alliance française de Dalian.
- 2018 : 68 dans les usines, exposition retrospective collective. Visa pour l'image, Perpignan.

## Publications
- Les Rudiments du monde, avec Gérard Mordillat, Eden production, 2002.  (ISBN 2913245536)
- Le Siècle du dragon : un reportage et quelques réflexions sur la Chine d'aujourd'hui et peut-être de demain Henri Alleg,  (ISBN 2841090167)
- Ces patrons éclairés qui craignent la lumière, Éditions Albatros, 1979. (ASIN B0014LXCUO)
- Mon copain de Pékin (Projet de livre non abouti)